# (5558) 1989 WL2
(5558) 1989 WL2 là một tiểu hành tinh nằm ở rìa trong của vành đai chính. Nó được phát hiện bởi Robert H. McNaught ở Đài thiên văn Siding Spring ở Canberra, Australia, ngày 24 tháng 11 năm 1989.